# 汝昌冬青
汝昌冬青（学名：Ilex limii）为冬青科冬青属的植物，是中国的特有植物。分布在中国大陆的浙江、广东、福建等地，生长于海拔500米至1,120米的地区，见于常绿阔叶林中及马尾松林中，目前已由人工引种栽培。

## 别名
显脉冬青（福建植物志）